# Landesberufsschule Theresienfeld

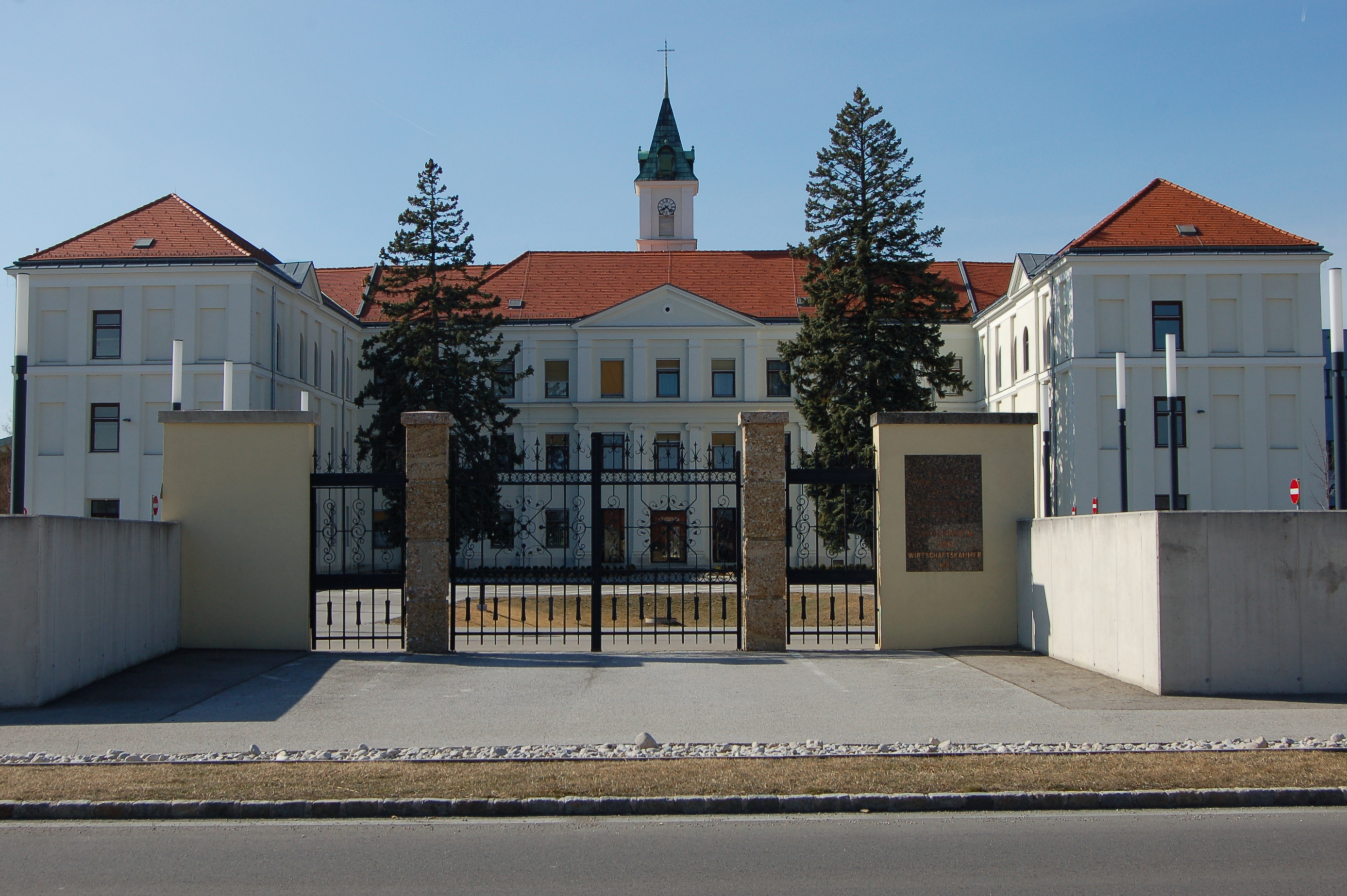
Landesberufsschule in Theresienfeld

Die Landesberufsschule Theresienfeld steht in der Marktgemeinde Theresienfeld in Niederösterreich. Die Landesberufsschule steht unter Denkmalschutz.

## Geschichte
Den ursprünglichen Landsitz erwarb 1821 Josef Keppelhofer, ein Spinnfabriksbesitzer in Wiener Neustadt. Ab 1912 gehört das Gebäude der Kongregation der Schwestern vom Guten Hirten, womit das Gebäude zu einem Kloster umgebaut und aufgestockt wurde. 1955 gaben die Schwestern das Gebäude auf. Es wurde mit 1955 die Nutzung einer Landesberufsschule begonnen.

## Architektur
Die dreigeschoßige doppelflügelige Anlage hat einen stark zurückgenommenen 13-achsigen  Mittelteil. Die Fassade hat eine schlichte Gliederung mit Kolossalpilastern mit einem flachen Giebelaufsatz und einem Glockenturm aus 1912.
Die Kapelle im linken Flügelbau ist ein schlichter Saalraum mit einer Spiegeldecke. Die Ausstattung ist aus 1910/1912. Die Mensa mit einem Neo-Renaissance-Tabernakel trägt die Statue Herz Jesu und zeigt an der Rückwand drei rundbogige Altarbilder.
Heute beherbergt die Schule 28 Lehrsäle, vier Funktionsräume zur Simulation von Verkaufsgesprächen, drei Werbetechnikräume sowie im neuen Trakt eine Kantine und Großküche.
Schüler/Schülerinnen, deren tägliche Anreise von weit entfernten Regionen Niederösterreichs, Burgenlands oder Wiens zur Schule zu lange dauern würden, finden im untergebrachten Internat Übernachtungs- und Verpflegungsmöglichkeiten.